# Copiapoa mollicula
Copiapoa mollicula, conocida comúnmente como bajotierra, es una especie de planta suculenta perteneciente al género Copiapoa, dentro de la familia Cactaceae. Es endémica de Chile (concretamente desde el desierto de Atacama hasta el noroeste de Coquimbo).

## Descripción
Copiapoa mollicula es una especie de cactus que puede crecer tanto de forma solitaria como formando pequeños grupos. Los tallos son deprimidos y esféricos y tienen consistencia blanda. Son de color verde grisáceo a rojo pardusco o azulado, y tienen el ápice cubierto de abundante lana blanca. Miden de 3 a 7,5 cm de diámetro y tienen las raíces largas y gruesas, las cuales se unen al tallo mediante una constricción en forma de cuello delgado. 
Presentan de 10 a 14 costillas anchas y obtusas, están dispuestas en espiral y se dividen en tubérculos no muy pronunciados. Sobre ellas se asientan areolas redondas y lanudas, con espinas aciculares, rectas y de color marrón negruzco a grisáceo. Entre ellas se distinguen de 1 a 3 espinas centrales gruesas de 2,5 a 3 cm de largo. También hay de 4 a 6 espinas radiales delgadas de hasta 2 cm de largo. 

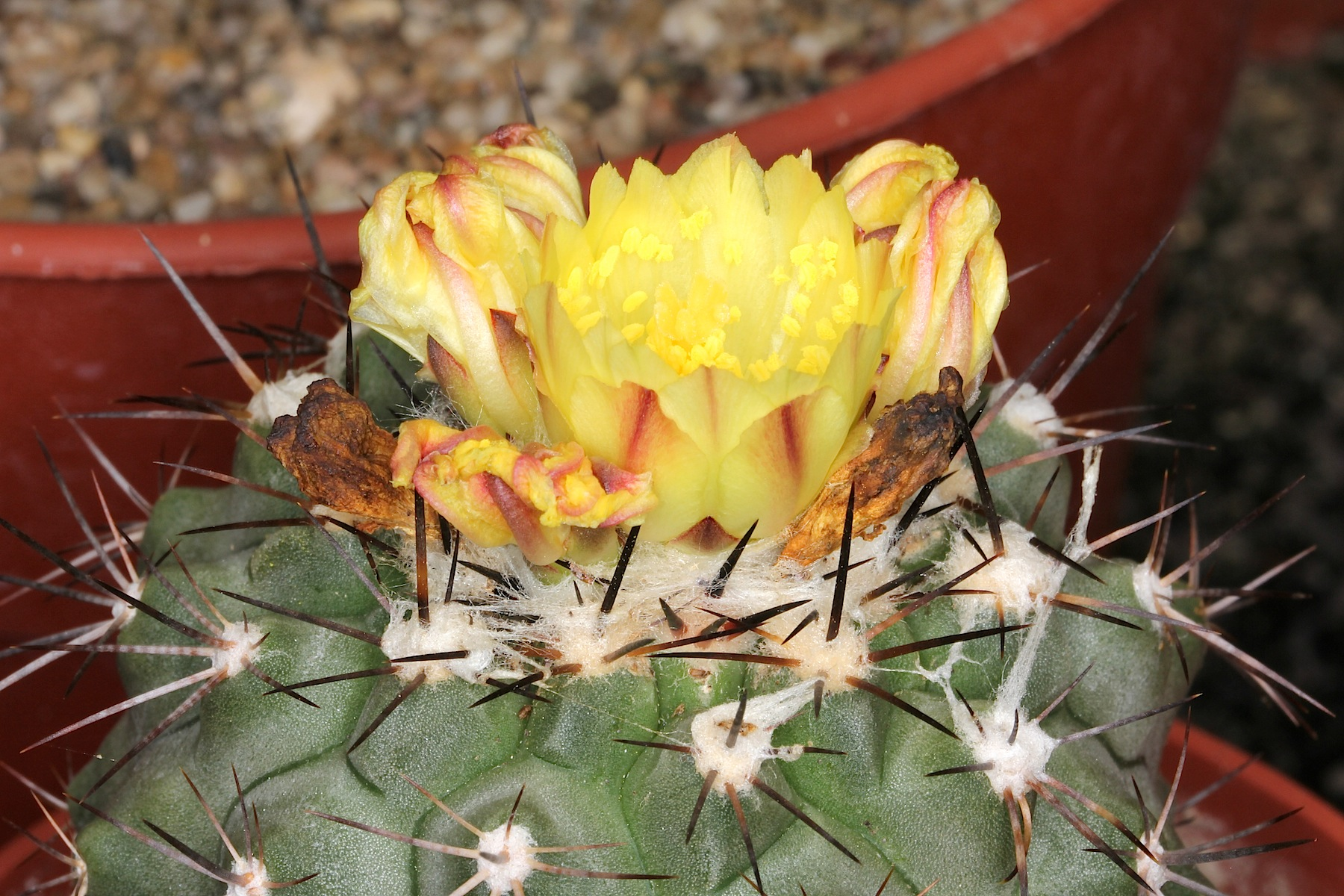
Detalle de la flor

Las flores tienen forma de embudo y crecen en el ápice de los tallos. Miden hasta 3 cm de largo y tienen una amplia apertura. Las piezas externas del perianto presentan la punta de color rojo y las brácteas son escamosas y de color café rojizo. Los frutos son muy pequeños, tienen forma redonda y son de color rojo pálido.

## Distribución y hábitat
El área de distribución nativa de esta especie es Chile (concretamente desde el desierto de Atacama hasta el noroeste de Coquimbo) y crece principalmente en biomas desérticos o de matorral seco. Se desarrolla en las laderas de cerros situados entre los 475 y 500 metros de altitud.

## Taxonomía
Copiapoa mollicula fue descrita por el botánico alemán Friedrich Ritter y publicada por primera vez en la revista científica Taxon 12: 30 en el año 1963.

Etimología
- Copiapoa: nombre genérico que hace referencia a la ciudad de Copiapó, ubicada en el desierto de Atacama, lugar donde se encuentran la mayoría de las especies de este género.
- mollicula: epíteto específico que deriva del diminutivo de la palabra latina mollis (que significa 'blando'), haciendo referencia a la consistencia blanda de los tallos de la especie.[4]

## Estado de conservación
En la Lista Roja de Especies Amenazadas de la UICN, la especie está clasificada como “En Peligro Crítico (CR)”.
Las principales amenazas que sufre la especie se deben a la recolección ilegal y las sequías prolongadas que resultan de la reducción de la duración de la temporada de camanchaca (niebla costera) debido al cambio climático, ya que esta niebla es la principal fuente de agua para estas plantas.

## Usos
Se cultiva principalmente como planta ornamental y su propagación se realiza a través de esquejes o semillas.